# Tractatus logico-philosophicus

Die ersten beiden Ebenen des Tractatus Logico-Philosophicus gemäß der Wittgenstein’schen Nummerierung

Der Tractatus logico-philosophicus oder kurz Tractatus (ursprünglicher deutscher Titel: Logisch-philosophische Abhandlung) ist das erste Hauptwerk des österreichischen Philosophen Ludwig Wittgenstein (1889–1951).
Das Werk wurde während des Ersten Weltkriegs geschrieben und 1918 vollendet. Es erschien mit Unterstützung von Bertrand Russell zunächst 1921 in Wilhelm Ostwalds Annalen der Naturphilosophie. Diese von Wittgenstein nicht gegengelesene Fassung enthielt grobe Fehler. Eine korrigierte, zweisprachige Ausgabe (deutsch/englisch) erschien 1922 bei Kegan Paul, Trench, Trubner & Co. in London in der Reihe International Library of Psychology, Philosophy and Scientific Method und gilt als die offizielle Fassung. Die englische Übersetzung stammte von C. K. Ogden und Frank Ramsey. Eine zweite zweisprachige Ausgabe erschien 1933. 1929 legte Wittgenstein den Tractatus (der lateinische, an Spinozas Tractatus theologico-politicus erinnernde Titel geht auf G. E. Moore zurück) als Doktorarbeit am Trinity College der Universität Cambridge vor.
Wie im Titel des Buches angedeutet, enthält es zum einen eine logische Theorie, zum anderen legt Wittgenstein darin eine philosophische Methode dar. „Das Buch will also dem Denken eine Grenze ziehen, oder vielmehr – nicht dem Denken, sondern dem Ausdruck der Gedanken: Denn um dem Denken eine Grenze zu ziehen, müßten wir beide Seiten dieser Grenze denken können.“ (Vorwort). Wittgensteins Hauptanliegen ist es, die Philosophie von Unsinn und Verwirrung zu bereinigen, denn „[d]ie meisten Sätze und Fragen, welche über philosophische Dinge geschrieben worden sind, sind nicht falsch, sondern unsinnig. Wir können daher Fragen dieser Art überhaupt nicht beantworten, sondern nur ihre Unsinnigkeit feststellen. Die meisten Fragen und Sätze der Philosophen beruhen darauf, dass wir unsere Sprachlogik nicht verstehen.“ (4.003)
„Im Einzelnen“ erhebt Wittgenstein „überhaupt nicht den Anspruch auf Neuheit; und darum gebe ich auch keine Quellen an, weil es mir gleichgültig ist, ob das, was ich gedacht habe, vor mir schon ein anderer gedacht hat.“ (Vorwort)
Wittgenstein folgt im Tractatus dem Modus mathematicus, der damals vor allem den analytischen Philosophen angebracht erschien (Frege, Russell, Whitehead, Schlick u. a.). Knapp gefasste, präzise Definitionen von Begriffen und logische Folgerungen, aber auch die Einführung von formalen Notationen aus der mathematischen Logik geben dem Text den Anschein größtmöglicher Allgemeinheit und Endgültigkeit. Das auffallende Nummerierungssystem der einzelnen Sätze und Absätze soll nach Aussage Wittgensteins das logische Gewicht der Sätze andeuten. Ebendieses Nummerierungssystem, das auf Wittgenstein zurückgeht, hat in der akademischen Welt großen Anklang und Verbreitung erfahren. Wittgenstein definiert in der Umgangssprache gebräuchliche Termini wie Satz, Tatsache, Sachverhalt oder auch Welt im Tractatus genau und entwirft mit ihnen eine Bedeutungs- und Sprachtheorie.
Wittgenstein widmete sein Erstlingswerk Tractatus Logico-Philosophicus seinem Freund und Lebensgefährten David Pinsent zum Gedenken.

## Inhalt

### Abschnitte 1–3

#### Welt und Wirklichkeit
Bei der Beschreibung von Welt und Wirklichkeit greift Wittgenstein auf folgende Termini zurück: Tatsache, Sachverhalt, Gegenstand, Form, logischer Raum. Folgende Sätze seien zur Erklärung dieser Begriffe herangezogen:
- „Die Welt ist die Gesamtheit der Tatsachen, nicht der Dinge.“ (1.1)
- „Was der Fall ist, die Tatsache, ist das Bestehen von Sachverhalten.“ (2)
- „Der Sachverhalt ist eine Verbindung von Gegenständen (Sachen, Dingen).“ (2.01)
- „Das Bestehen und Nichtbestehen von Sachverhalten ist die Wirklichkeit.“ (2.06)
- „Die Art und Weise, wie die Gegenstände im Sachverhalt zusammenhängen, ist die Struktur des Sachverhaltes.“ (2.032)
- „Die Form ist die Möglichkeit der Struktur.“ (2.033)

Die Welt ist nach Wittgenstein keine Liste sie ausmachender Dinge oder Gegenstände, sondern erscheint in deren Verbindung (Anordnung): Dieselben Dinge können in verschiedenster Weise verbunden sein und bilden so verschiedene Sachverhalte. Etwa kann eine Halskette im Schaufenster liegen, den Hals einer Frau zieren oder Gegenstand einer Versteigerung sein. In jedem der drei Beispielfälle ist die Halskette in unterschiedlicher Weise mit den Dingen um sie verbunden und dadurch Bestandteil eines anderen Sachverhaltes. Nicht alle diese Sachverhalte können gleichzeitig bestehen, sondern immer nur einer auf Kosten der anderen, und ebendies ist die Wirklichkeit: der eine tatsächlich bestehende und die deswegen nichtbestehenden Sachverhalte. Alle überhaupt möglichen Sachverhalte aber, in die ein Ding oder Gegenstand eintreten kann, sind dessen Form (2.0141).
Die Halskette ist ein veranschaulichendes Bild, denn was Wittgensteins „Dinge“ (oder „Gegenstände“) eigentlich sind, ist im Tractatus nicht genau spezifiziert. Wittgenstein stellt lediglich die Forderung auf, dass sie „einfach“ und atomar (also selber „nicht zusammengesetzt“, keine Sachverhalte) sein müssen (vgl. 2.02, 2.021). Alle bestehenden und nichtbestehenden Sachverhalte zusammengenommen bilden die Wirklichkeit. „Die gesamte Wirklichkeit ist die Welt.“ (2.063).
Ontologisch sind die Ausgangspunkte seiner Philosophie nur die real existierenden Sachverhalte, sie sind für Wittgenstein das, was der Fall ist. Tatsachen sind bestehende Sachverhalte, die aus mehreren Gegenständen zusammengesetzt sind. Der Sachverhalt ist eine Verbindung von Gegenständen (Sachen, Dingen). Charakterisiert werden kann ein Gegenstand in einem Verständnis, in einer solchen Sprache der äußeren Beziehungen allein dadurch, dass man die möglichen Beziehungen angibt, in die dieser Gegenstand zu anderen Gegenständen treten kann.
Hierzu ein Analogon: „Die Welt“ ist gleichsam ein Kartenspiel. Wittgensteins Ontologie wird zum Verständnis mit einem Pokerspiel gleichgesetzt. Dann ist die Gesamtheit der Karten in einem Blatt, die ein Spieler auf der Hand hält, ein bestehender Sachverhalt, eine „Tatsache“. Alle am Spiel beteiligten Pokerhände wären dann die „Gesamtheit der Tatsachen“, sie repräsentieren gemeinsam eine Welt, was für eine Spielsituation „der Fall ist“. Jede Karte der Pokerkarten vertritt für sich genommen einen „Gegenstand“. Die Karten haben nur als Verbindung einen Wert. In diesem Sinne müssen wir uns auch die „Gegenstände“ (Karte) stets „in ihrer Verbindung mit anderen Gegenständen“ denken.
Die „Gegenstände“ (Karten) selbst ändern sich nicht, was sich ändert, ist die Verbindung, der Sachverhalt (das Kartenblatt).
Nicht besetzte Spielerpositionen, an denen keine Karten (Gegenstände) liegen, können als nicht bestehende Sachverhalte angesehen werden.

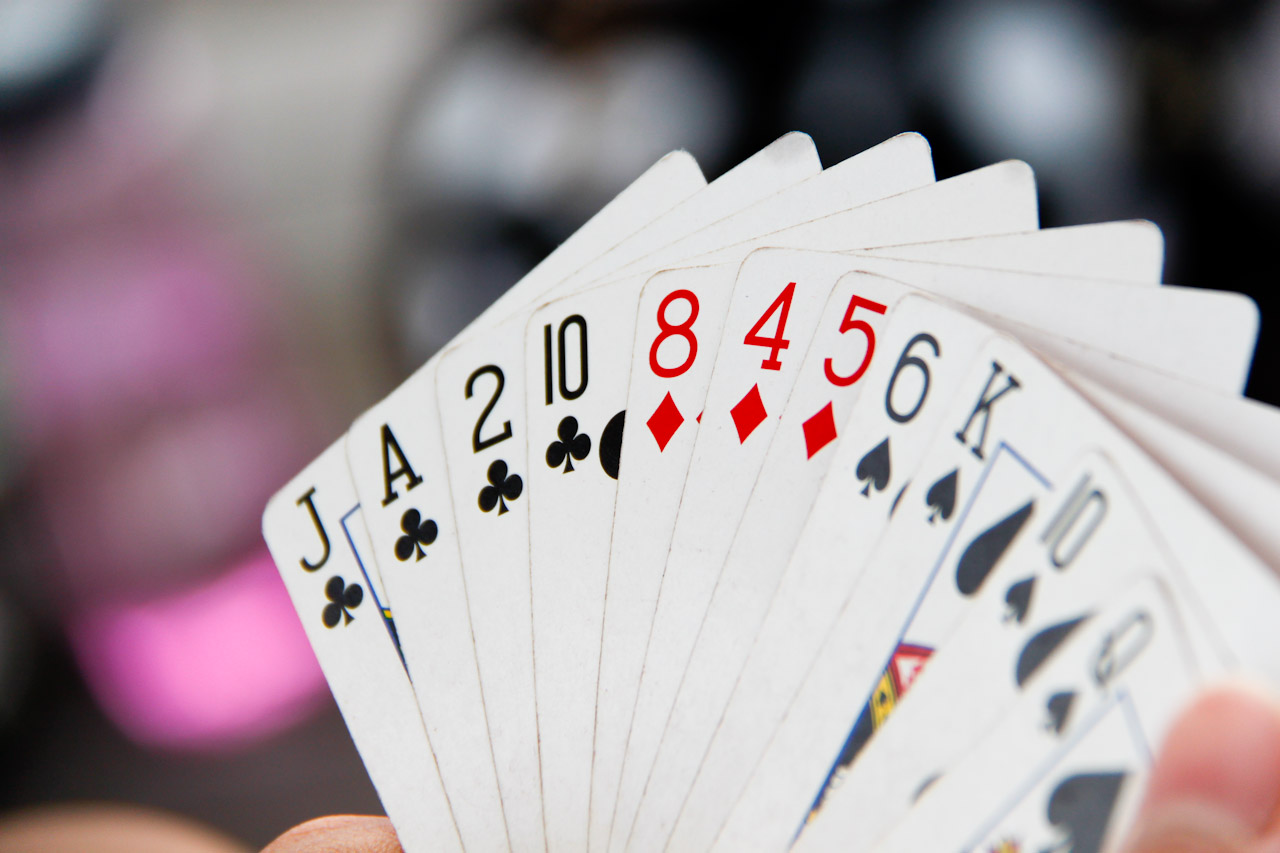
Analogie zum Pokerspiel: Jede Karte vertritt einen „Gegenstand“. Das, was der Spieler (siehe Abbildung) in der Hand hält, ist ein „bestehender Sachverhalt“, eine „Tatsache“. Die (nicht abgebildeten) Mitspieler sind die „Gesamtheit der Tatsachen“. Dabei müssen die „Gegenstände“ (Karten) stets „in ihrer Verbindung mit anderen Gegenständen“ gesehen werden.

#### Bild, Gedanke, Satz, Elementarsatz
Nach solch einführender Ontologie kommt Wittgenstein zu dem Thema, das ihn vorrangig interessiert: Sprache und deren Bedeutung. Er vertritt eine realistische Bedeutungstheorie, d. h. Sätze (Wittgenstein beschränkt sich auf deskriptive Sätze; Fragesätze, Aufforderungssätze usw. werden nicht behandelt.) werden wahr durch etwas ihnen als Welt Entsprechendes.
Indem wir denken, stellen wir uns (laut 2.1) Tatsachen in „Bildern“ vor, in denen sich „Gedanken“ konstellieren (3). Was Wittgenstein hier mit „Bild“ meint, wird klarer, wenn man es sich als Gebilde oder auch Mosaik vorstellt, als etwas Zusammengesetztes. Durch den sprachlichen „Satz“ wird diese Zusammensetzung „sinnlich wahrnehmbar“ (3.1). Der Bezug zur Wirklichkeit liegt für Wittgenstein in der gleichen Zusammensetzung oder Struktur von Tatsache-Bild-Gedanke-Satz.
Tatsachen zerfallen in Sachverhalte (2), Sachverhalte in Gegenstände (2.01) – in der Sprache stehen für die Gegenstände dann „Namen“ (3.22), den Sachverhalten entsprechen „Elementarsätze“ (4.21 & 4.0311), den Tatsachen „Sätze“, die folglich aus Elementarsätzen zusammengesetzt sind (5).
Tatsächliche „Laut- oder Schriftzeichen“ (Wörter) bilden – im Vernehmen des von ihnen vorgestellten Gedankens – „mögliche Sachlagen“ (3.11) in der Vorstellung des Denkers (2.221). Da „Tatsache“ immer „bestehende Verbindung“ meint, muss auch ihr Vorstellen oder Denken sowie dessen Ausdruck im sprachlichen Satz zusammengesetzt (zerlegbar) sein. Wie der Sachverhalt aus einfachen Gegenständen oder „Dingen“, so ist der ihn ausdrückende Elementarsatz aus (Ding-)„Namen“ zusammengesetzt (3.202); deren „Konfiguration“ aber „im Satzzeichen entsprechen die Konfigurationen der Gegenstände in […] Sachlage(n).“ (3.21; „Satzzeichen“ ist hier nicht im Sinne von Interpunktion gemeint, sondern: „Das Zeichen, durch welches wir den Gedanken ausdrücken, nenne ich das Satzzeichen.“)
Der „Name bedeutet den Gegenstand. Der Gegenstand ist seine Bedeutung“ (3.203). Jeder Gegenstand hat seinen Namen, der – wie sein Gegenstand im Sachverhalt – nur mit anderen im Elementarsatz Sinn ergibt. Es müssen Namen, um Gedanken einzugeben, Elementarsätze konfigurieren. Immer entspricht deren Namen-„Mosaik“ dem eines Sachverhalts (der von ihnen vertretenen Gegenstände); besteht dieser, wird sein Elementarsatz dadurch wahr (2.222). Wahrheit entspringt somit der Gleichheit zweier Muster: von Tatsache (bestehendem Sachverhalt) und Satz.

### Abschnitt 4

#### Sagen und Zeigen, Grenzen der Sprache
In Satz 4.0312 formuliert Wittgenstein seine zentrale These: „Mein Grundgedanke ist, daß die ‚logischen Konstanten‘ nicht vertreten. Daß sich die Logik der Tatsachen nicht vertreten läßt.“ Zeichenketten wie „und“, „oder“, „nicht“, „wenn … dann“ sind mit anderen Worten keine Namen im Sinne des Tractatus: Sie stehen nicht für Dinge, „vertreten“ nichts, ermöglichen höchstens die Vertretung. Denken lässt sich nach Wittgenstein nur, was konfiguriert ist, nicht aber „Konfiguration“ an sich, unabhängig von Konfiguriertem, logisch Gebildetem: „Der Satz kann die logische Form nicht darstellen, sie spiegelt sich in ihm. Was sich in der Sprache spiegelt, kann sie nicht darstellen. Was sich in der Sprache ausdrückt, können wir nicht durch sie ausdrücken. Der Satz zeigt die logische Form der Wirklichkeit. Er weist sie auf.“ (4.121) Wittgenstein steht hier im expliziten Gegensatz zu Bertrand Russell. Dass logische Konstanten wie „und“, „oder“, „wenn … dann“ nicht für etwas stehen, zeigt sich auch daran, dass sie ohne weiteres ineinander überführt, letztlich alle durch den Sheffer-Strich dargestellt werden können (vgl. 3.3441). Darüber hinaus verfängt Wittgensteins Ontologie: Wenn die komplexe Sachlage, die durch (die Elementarsätze) ‚a‘ und ‚b‘ ausgedrückt wird, besteht, die Elementarsätze also wahr sind, dann weil a und b bestehen. Es ist nicht nötig, wie Russell annahm, darüber hinaus auch noch eine Relation zwischen den Sachverhalten „und“ (und „Bekanntschaft“ damit) konstatieren zu müssen.
Die Logik, also die Struktur einer Tatsache, ihre Form, nennt Wittgenstein die „Grenze“ der Welt (vgl. 5.61), somit auch die Grenze des Beschreibbaren. In Sachen Logik lässt sich nichts Überprüfbares darstellen: „So kann man z. B. nicht sagen ‚Es gibt Gegenstände‘, wie man etwa sagt: ‚Es gibt Bücher‘. Und ebenso wenig: ‚Es gibt 100 Gegenstände‘, oder ‚Es gibt {\displaystyle \aleph _{0}} Gegenstände‘. […] Wo immer das Wort ‚Gegenstand‘ […] richtig gebraucht wird, wird es in der Begriffsschrift durch den variablen Namen ausgedrückt. […] Wo immer es anders, also als eigentliches Begriffswort gebraucht wird, entstehen unsinnige Scheinsätze.“ (vgl. 4.1272)
Der Satz „zeigt“ seinen Sinn (vgl. 4.022) in der Verbindung seiner Elementarsätze, ist deren „Wahrheitsfunktion“ (vgl. 5). Deswegen kann es keine sinnvollen Sätze über das geben, was Sätze ausmacht: Verbindungen; denn jeder solcher Sätze müsste, um Sinn zu haben, schon gerechtfertigt sein durch das, was er eigentlich erst feststellen will: die Logik von etwas, wozu er, als sinnvoller Satz, von vornherein gehören muss. „Wir können nichts Unlogisches denken, weil wir sonst unlogisch denken müssten.“ (3.03)

#### Sinnvolle und sinnlose Sätze
Wittgenstein unterscheidet drei Arten von Sätzen: sinnvolle, sinnlose und unsinnige. Ein sinnvoller Satz ist ein Satz, der einen Sachverhalt oder eine Tatsache abbildet; sein Sinn besteht in den vorgestellten Verhältnissen: „Man kann geradezu sagen: statt, dieser Satz hat diesen und diesen Sinn; dieser Satz stellt diese und diese Sachlage dar.“ (vgl. 4.031) Ein sinnloser Satz ist entweder tautologisch (etwa: „Es regnet oder es regnet nicht.“) oder – umgekehrt – kontradiktorisch („Olaf ist ein verheirateter Junggeselle“ oder „Sie zeichnet ein fünfseitiges Viereck“); er ist kein Bild einer Tatsache, hat also keinen Sinn, „die Tautologie lässt der Wirklichkeit den ganzen – unendlichen – logischen Raum; die Kontradiktion erfüllt den ganzen logischen Raum und lässt der Wirklichkeit keinen Punkt.“ (4.463)

### Abschnitte 5–6

#### Unsinnige Sätze
Als unsinnig bezeichnet der Tractatus alle Sätze, die weder sinnvoll noch sinnlos sind. Ein Satz wie etwa „Was ich hiermit schreibe, ist falsch“, der sich nur auf sich selbst und auf nichts außer ihm in der Welt bezieht (eine Anspielung auf das Paradoxon des Epimenides), erlangt infolgedessen nie Bedeutung. Ein Satz wird unsinnig, wenn einem seiner Bestandteile, Namen oder Elementarsatz, keine Bedeutung, kein von ihm unterschiedenes Sachliches, das er (seinerseits nur) abbildet, gegenübersteht (5.4733): „Der Name bedeutet den Gegenstand. Der Gegenstand ist seine Bedeutung“ (3.203). So ergibt z. B. auch „Liebe deinen nächsten wie dich selbst“ einen „Unsinn“, da es in diesem Satz auf etwas ankommt, das nicht von der Wirklichkeit abhängt. „Es ist klar, daß sich die Ethik nicht aussprechen läßt.“ (6.421) Ethische Sätze sind Vorschriften; das Sosein kann sie verletzen (nicht mit ihnen übereinstimmen), ohne dass sie dadurch inhaltlich einbüßen. Sätze, auf deren Geltung die Wirklichkeit keinen Einfluss hat, sind nach Auffassung des Tractatus „Unsinn“. Das trifft nicht nur auf ethische, sondern auch auf philosophische Sätze, letztlich den Tractatus selber zu: „Meine Sätze erläutern dadurch, dass sie der, welcher mich versteht, am Ende als unsinnig erkennt …“ (6.54). Philosophische Sätze stellen mit anderen Worten nichts Diesseitiges vor; denn „alles Geschehen und Sosein ist zufällig.“ Die philosophische Fassung dessen aber, was „es nicht-zufällig macht“, beschreibt etwas, das „nicht in der Welt liegen“ kann; „denn sonst wäre dies wieder zufällig. Es muß außerhalb der Welt liegen“ (6.41). Sinn können aber – nach dem Gebrauch, den der Tractatus von diesem Wort macht – nur Sachverhalte oder aus ihnen zusammengesetzte Tatsachen in der Welt ergeben.

#### Die allgemeine Satzform
Im Tractatus werden im Prinzip zwei grundlegende Auffassungen dargelegt, was ein Satz ist: Zum einen ist er ein Bild eines Sachverhaltes, zum anderen ist er „eine Wahrheitsfunktion der Elementarsätze“ (5); Elementarsätze werden durch Operationen (diese entsprechen den Junktoren der Logik) miteinander verknüpft. Alle Sätze können nach Wittgenstein mit Hilfe der Elementarsätze und ihrer Verknüpfung durch Operationen generiert werden. Daher gibt Wittgenstein in Satz 6 die allgemeine Satzform, also die allgemeine Form der Wahrheitsfunktion an:
	{\displaystyle [{\bar {p}},{\bar {\xi }},N({\bar {\xi }})]}
{\displaystyle {\bar {\xi }}} stellt eine Satzvariable dar, in welcher Elementarsätze verknüpft sind. Also kann {\displaystyle {\bar {\xi }}} z. B. für (P, Q, R) stehen (vgl. 5.501). {\displaystyle N({\bar {\xi }})} repräsentiert genau die Verknüpfung von Elementarsätzen durch einen Junktor, der selbst funktional vollständig ist, derartige Junktoren werden Sheffer-Operatoren genannt. Wittgenstein bezeichnet mit {\displaystyle N({\bar {\xi }})} dabei den Peirce-Operator bzw. NOR. Wittgenstein verzichtet bei der Angabe der allgemeinen Wahrheitsfunktion auf Quantoren; stattdessen lässt sich Allgemeinheit (und somit auch Existenz) durch eine (möglicherweise unendliche) Verknüpfung aller Elementarsätze bzw. aller relevanten Gegenstände des Individuenbereichs, welche die Allheit umfassen soll, darstellen.
Wittgensteins Schreibweise einer Wahrheitsfunktion ist beispielsweise für eine Wahrheitsfunktion auf zwei Elementarsätzen p und q die folgende (vgl. 5.101):
{\displaystyle (WFWW)(p,q)} bzw. {\displaystyle (W-WW)(p,q)}
Dies ist so zu verstehen, dass die Zeichen in der ersten Klammer die letzte Spalte einer Wahrheitstabelle repräsentieren. F bzw. {\displaystyle -} steht für falsch, W für wahr. Dabei muss natürlich die Reihenfolge der Belegungen festgelegt sein. Die vollständige Wahrheitstabelle wäre also:
| p | q | (WFWW)(p,q) |
| - | - | ----------- |
| W | W | W           |
| W | F | F           |
| F | W | W           |
| F | F | W           |

Somit entspricht {\displaystyle (WFWW)(p,q)} gerade der logischen Implikation, also {\displaystyle p\supset q}.
Die allgemeine Wahrheitsfunktion ist somit wohl derart zu verstehen: Man erhält den Satz p, indem man sukzessive die Elementarsätze, die durch {\displaystyle {\bar {\xi }}} spezifiziert werden, miteinander mit dem logischen NOR verknüpft.

#### Psychologie
Was die Inhalte menschlichen Bewusstseins angeht, stellt 5.542 fest: „Es ist aber klar, dass ‚A glaubt, dass p‘, ‚A denkt, dass p‘, ‚A sagt, dass p‘ von der Form ‚„p“ sagt p‘ sind: Und hier handelt es sich nicht um eine Zuordnung von einer Tatsache und einem Gegenstand, sondern um die Zuordnung von Tatsachen durch Zuordnung ihrer Gegenstände.“ – Psychologische Begriffe wie „Glauben“, „Denken“, „Vorstellen“, „Träumen“, „der und der Meinung-sein“ usf. kennzeichnen mit anderen Worten nichts aus einer „Tatsache“ (gemeint hier: die Seele als das, was „glaubt“, „träumt“ oder „denkt“) und einem ihr zugeordneten Gegenstand (gemeint: der Glaubens-, Vorstellungs- oder Trauminhalt „p“) Zusammengesetztes, sondern beziehen sich allein auf objektive, d. h. in Sätze übertragbare, „innere Bilder“ (aus Gegenständen zusammengesetzte Sachverhalte oder Tatsachen). Sie können nichts darüber hinausgehend Seelisches, das Vorgestellte Überbietendes (wesentlich von ihm Verschiedenes), zum Gegenstand haben. Denn wäre die Seele eine Tatsache wie ihr Inhalt, müsste auch sie abbildbar, mithin aus Gegenständen oder Sachverhalten zusammengesetzt, sein. „Eine zusammengesetzte Seele“ aber „wäre […] keine Seele mehr“ (5.5421), denn sie könnte in diesem Fall wie alles Zusammengesetzte zerlegt oder zerstört werden, sterben; die Seele ist aber (nach Platon) einfach, also nicht zusammengesetzt, daher unsterblich. Woraus für Wittgenstein folgt: „Das denkende, vorstellende Subjekt gibt es nicht“ (5.631) – in demselben Sinne etwa, in dem es Ethik oder Ästhetik nicht wie (raumeinnehmende, zusammengesetzte und zählbare) Bäume oder Häuser „gibt“. Unser Gemüt, indem es das eine oder andere tatsächlich vorstellt, wird doch nicht davon bedingt, kann auch nicht daraus bestimmt werden. Eine Grenze verläuft für Wittgenstein daher nicht zwischen Innenwelt und Außenwelt, die beide in ihrer sprachlichen Verfasstheit auf derselben Ebene liegen, sondern zwischen Sinn und Unsinn: dem, was sich vorstellen lässt, und dem, was eine Nichtvorstellung von einer Vorstellung unterscheidet.

#### Ethik und Mystik
Wittgenstein schrieb im Oktober 1919 an Ludwig von Ficker, dass der Sinn des Tractatus ein ethischer sei, und dass es als zweiteiliges Werk anzusehen ist, dessen ethischer Teil nicht geschrieben worden ist, weil er nur Unsinn sein würde. Zur Ethik schreibt er im Tractatus: „Darum kann es auch keine Sätze der Ethik geben. Sätze können nichts Höheres ausdrücken.“ (6.42) Ein Satz kann nicht formulieren, was ihn trägt, und daher „Welt“ immer nur darstellen, nicht aber an- oder einklagen. Ebenfalls kommt Wittgenstein auf Gott, Solipsismus und Mystik zu sprechen, so schreibt er: „Nicht wie die Welt ist, ist das Mystische, sondern dass sie ist.“ (6.44) Dieses Mysterium kann überhaupt nicht mit Sätzen erklärt werden (vgl. 6.522), da diese nur vorstellen, was möglich ist, nicht aber, warum es möglich ist.

#### Die Leiteranalogie
Gegen Ende des Buches entlehnt Wittgenstein Arthur Schopenhauer eine Analogie: Er vergleicht den Tractatus mit einer Leiter, welche „weggeworfen“ werden müsse, nachdem man auf ihr „hinaufgestiegen“ sei. Wenn Philosophie im Fassen der Voraussetzung von Wahr und Falsch besteht, kann sie sich selbst weder auf das eine noch das andere berufen, ist sozusagen „nicht von dieser Welt“. „Meine Sätze erläutern dadurch, daß sie der, welcher mich versteht, am Ende als unsinnig erkennt, wenn er durch sie – auf ihnen – über sie hinausgestiegen ist.“ (6.54)

### Abschnitt 7
Der letzte Abschnitt des Tractatus besteht lediglich aus einem prägnanten und vielzitierten Satz: „Wovon man nicht sprechen kann, darüber muss man schweigen.“ Womit nicht gemeint ist, dass bestimmte Wahrheiten besser unerwähnt bleiben, sondern dass das, was Sprechen oder Denken ermöglicht, nicht dessen Gegenstand sein kann – wodurch philosophische Rede schlechthin in Frage steht.

## Interpretation und Auswirkungen desTractatus

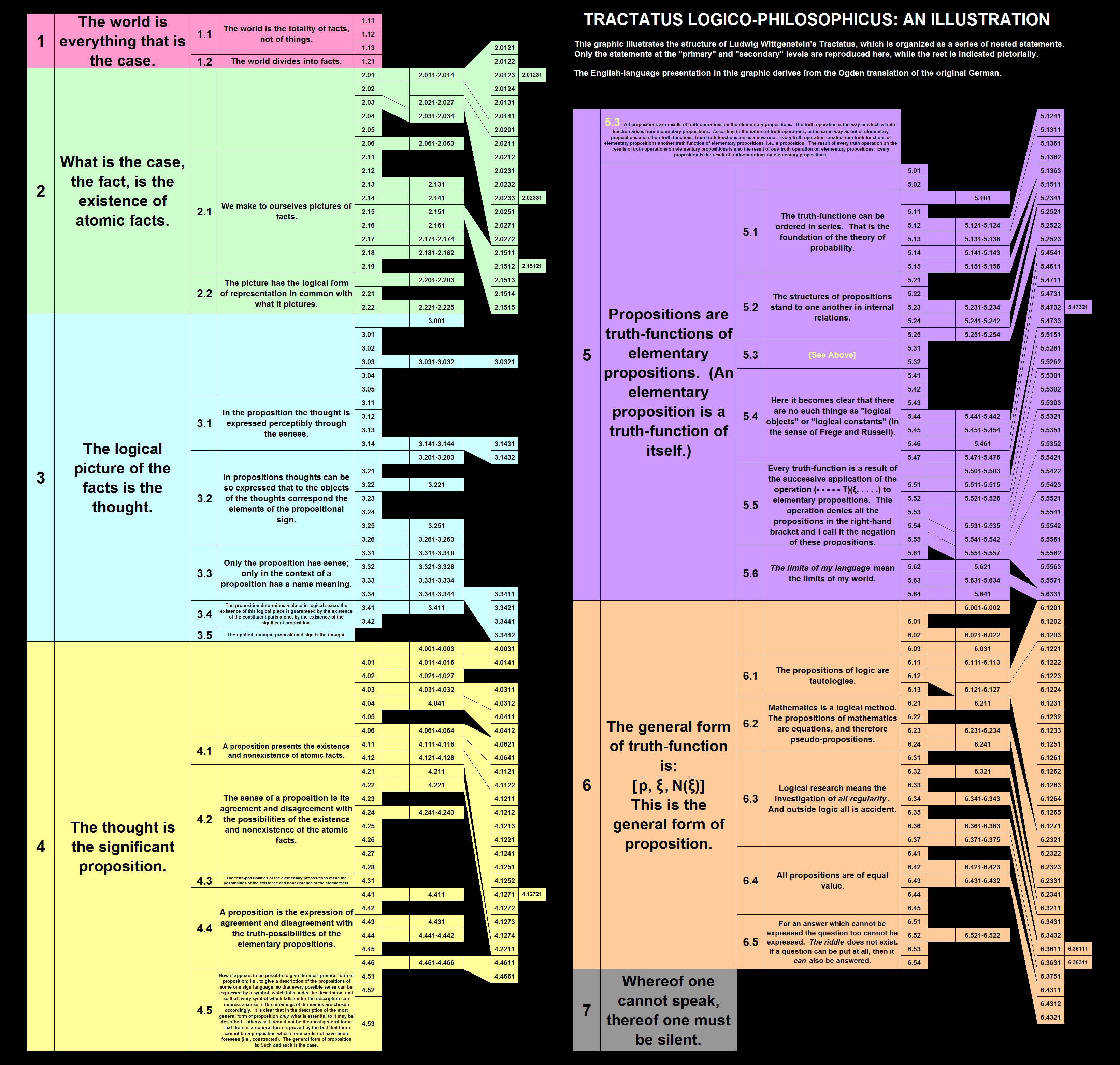
Textstruktur des Tractatus logico-philosophicus

Wittgenstein selbst glaubte mit dem Tractatus alle philosophischen Probleme gelöst zu haben und zog sich darum konsequenterweise, zumindest für einige Jahre, aus der Philosophie zurück.
Derweil erlangte das Werk v. a. das Interesse des Wiener Kreises, darunter das Rudolf Carnaps und Moritz Schlicks. Die Gruppe verbrachte mehrere Monate damit, das Werk Satz für Satz durchzuarbeiten, und schließlich überredete Schlick Wittgenstein, mit dem Kreis das Werk zu diskutieren. Während Carnap lobte, dass das Werk wichtige Einsichten vermittele, bemängelte er die letzten Sätze des Tractatus. Wittgenstein sagte daraufhin Schlick, dass er sich nicht vorstellen könne, dass Carnap die Absicht und den Sinn des Tractatus derart missverstanden habe.
Neuere Interpretationen bringen den Tractatus mit Søren Kierkegaard in Verbindung, den Wittgenstein sehr bewunderte. Kierkegaard war überzeugt, dass sich bestimmte Dinge nicht in der Alltagssprache ausdrücken lassen könnten, und dass sie indirekt manifestiert werden müssten. Als Vertreter der neueren Tractatus-Interpretationen argumentieren zum Beispiel Cora Diamond und der US-amerikanische Philosoph James F. Conant (* 1958), Wittgensteins Sätze müssten tatsächlich als unsinnig aufgefasst werden, und die Grundintention des Tractatus bestünde tatsächlich darin zu zeigen, dass der Versuch, eine Grenze zwischen Sinn und Unsinn zu ziehen, selbst wieder in Unsinn endet. Ein deutschsprachiges Buch, in welchem diese Interpretation des Tractatus dargelegt wird, ist Wittgensteins Leiter von Logi Gunnarsson.
Neben dem erheblichen Einfluss, den der Tractatus auf die (insbesondere analytische) Philosophie des 20. Jahrhunderts hatte, lassen sich auch Einflüsse auf die nicht-philosophische Literatur und Kunst nachweisen. In dem Roman Nervöse Fische von Heinrich Steinfest beispielsweise ist der Tractatus Logico-Philosophicus gewissermaßen die Bibel der Hauptperson, des Chefinspektors Lukastik. Umberto Eco zitiert in seinem Roman Der Name der Rose Satz 6.54 in mittelhochdeutscher Übersetzung: „Er muoz gelîchesame die leiter abewerfen, sô er an ir ufgestigen“. Der finnische Jazz-Komponist und Schriftsteller Mauri Antero Numminen und der österreichische Komponist Balduin Sulzer haben sogar versucht, den Tractatus zu vertonen: der eine parodistisch und nur die Hauptsätze zitierend, der andere sehr viel ernster und im Rückgriff auf die – auch von Wittgenstein geschätzte – „Wiener Schule“.

### Einführungswerke
- G. E. M. Anscombe: An Introduction to Wittgenstein's Tractatus, Hutchinson, London, 1959. Weitere verbesserte Ausgaben.
- Elizabeth Anscombe: Eine Einführung in Wittgensteins „Tractatus“. Themen in der Philosophie Wittgensteins. Aus dem Englischen von Jürgen Koller. Turia + Kant, Wien/Berlin 2016, ISBN 978-3-85132-833-2.
- Max Black: A Companion to Wittgenstein's Tractatus, Cornell University Press, Ithaca, NY, 1964.
- Ernst Michael Lange: Ludwig Wittgenstein: 'Logisch-philosophische Abhandlung' , UTB-Schöning, Paderborn, 1996. Online (LPAEINLonline-1.pdf)
- Christian Mann: Wovon man schweigen muß: Wittgenstein über die Grundlagen von Logik und Mathematik. Turia & Kant, Wien 1994. ISBN 3-85132-073-5 (PDF)
- Howard O. Mounce Wittgenstein's Tractatus. An Introduction. Blackwell, Oxford 1990, ISBN 0-631-12556-6 (Einführung für College-Studenten)
- Howard O. Mounce: Wittgensteins „Tractatus“. Eine Einführung. Aus dem Englischen von Jürgen Koller. Turia + Kant, Wien/Berlin 2016, ISBN 978-3-85132-832-5.
- George Pitcher: Die Philosophie Wittgensteins. Eine kritische Einführung in den Tractatus und die Spätschriften. Alber, Freiburg im Breisgau/München 1967, ISBN 3-495-47159-6.
- Claus-Artur Scheier: Wittgensteins Kristall. Ein Satzkommentar zur 'Logisch-philosophischen Abhandlung', Alber, Freiburg / München 1991. ISBN 3-495-47678-4
- Erik Stenius: Wittgenstein’s Tractatus; An Exposition of Its Main Lines of Thought. Basil Blackwell & Cornell University Press, Oxford & Ithaca, New York 1960. ISBN 0-631-06070-7 (Dt.: Wittgensteins Tractatus. Eine kritische Darlegung seiner Hauptgedanken. Suhrkamp, Frankfurt am Main 1969.)
- Holm Tetens: Wittgensteins „Tractatus“. Ein Kommentar. Reclam, Stuttgart 2009, ISBN 978-3-15-018624-4.